# Linderödssvin

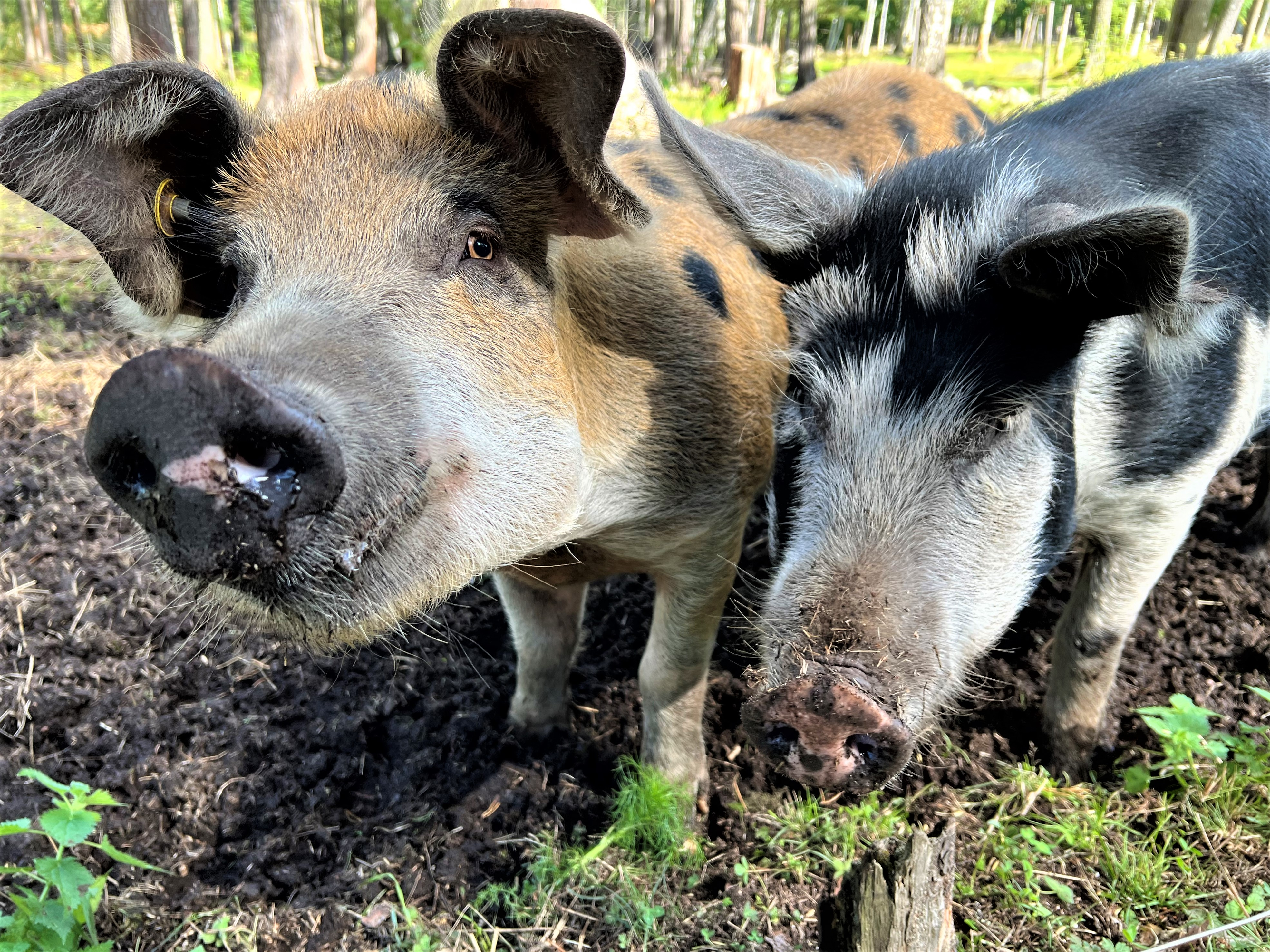
Linderödsgyltor i Dikarbackens kulturreservat i Falun.

Linderödssvinet är Sveriges enda oförädlade lantras av tamsvin (Sus scrofa domesticus).
De linderödssvin som finns idag härstammar från Skånes Djurpark. Djurparken har sedan 1952 hållit en svinstam som ursprungligen kommer från Linderödsåsen i Skåne. Även en sugga från Ekered på Hallandsåsen har tillvaratagits. Linderödsgrisen tros vara en rest av det gamla skogssvinet och vid genbanksutredningen 1992 fann man åtta djur av denna ras. Från dessa djur härstammar dagens linderödspopulation. Denna lantras är oförädlad, vilket innebär att ha kvar stor variation. Den är inte lika snabbväxande som de grisar som utnyttjas i dagens storproduktion, men har många andra förtjänster som främst uppskattas av självhushållare. Kroppsformen är lite rundare än de långa moderna raserna. Trynet är rakt. Öronen är medelstora och ofta lite vinklade framåt som solskydd. Färgen varierar, men är alltid svartfläckig med gråvit eller brunröd grundfärg. Linderödssvinet är härdigt och trivs bäst om det ges möjlighet att vara ute och böka i skog och mark.
Linderödssvinet är med i Jordbruksverkets handlingsplan för hotade svenska husdjursraser med svenskt bevarandeansvar. Rasen bevaras inom en levande genbank som upprätthålls av Föreningen Landtsvinet.

## Matproduktion
Det finns drygt 600 linderödssvin (siffra aktuell våren 2018) i Föreningen Landtsvinets genbank över rasen. I "Sveriges skönaste gårdar" är en av maträtterna med Linderödssvin.

## Bildgalleri

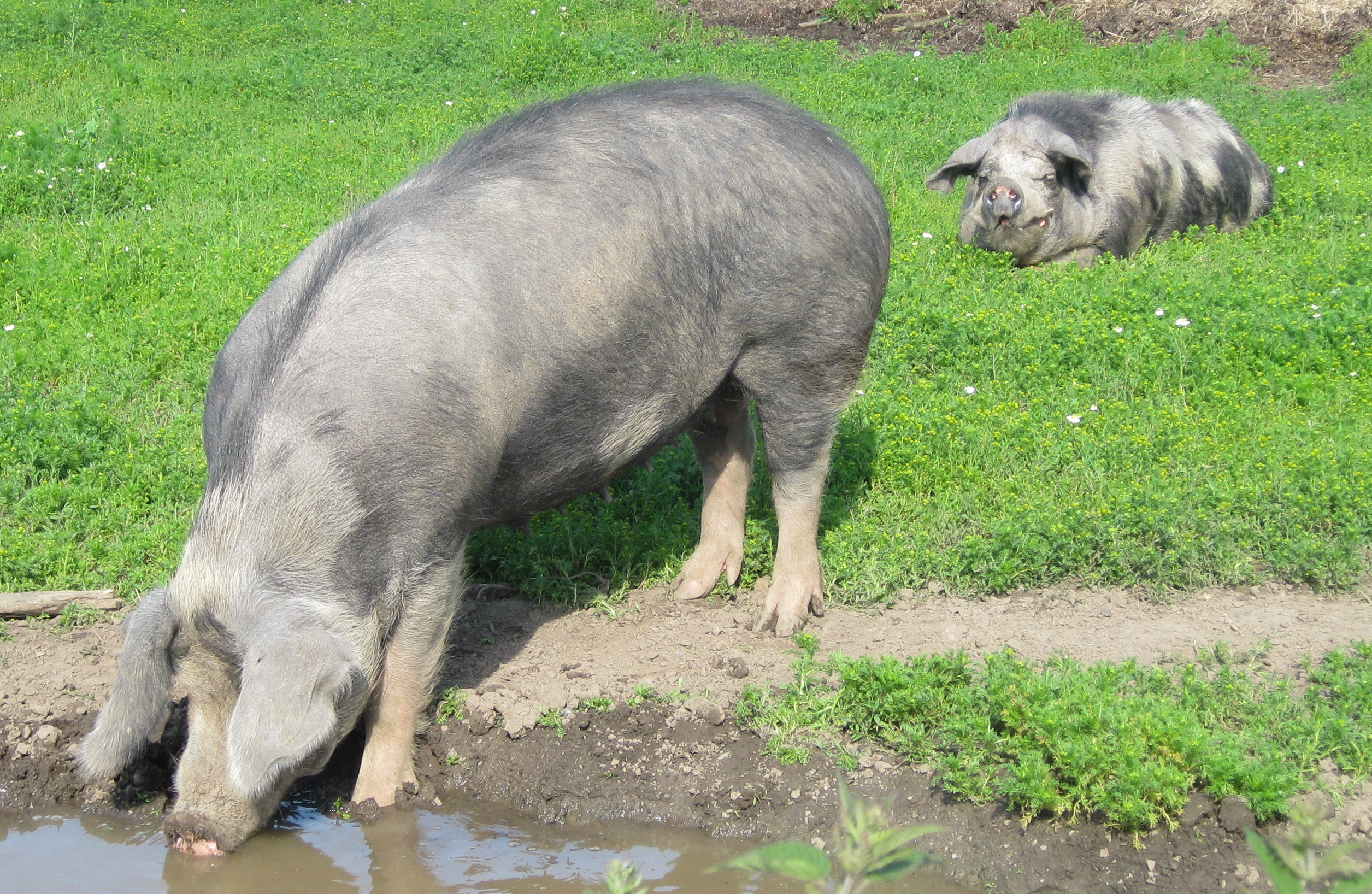
Sugga och galt
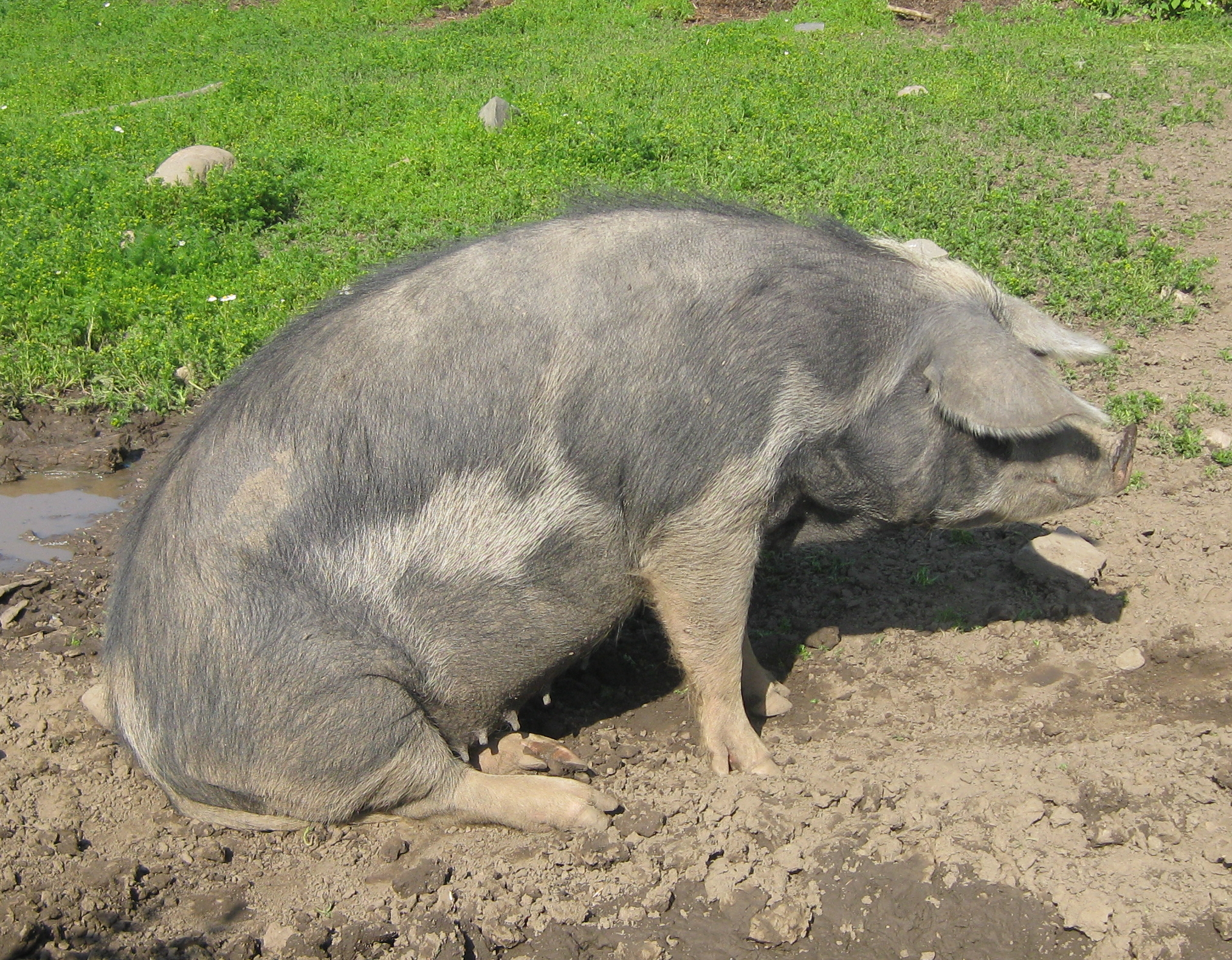
Sugga
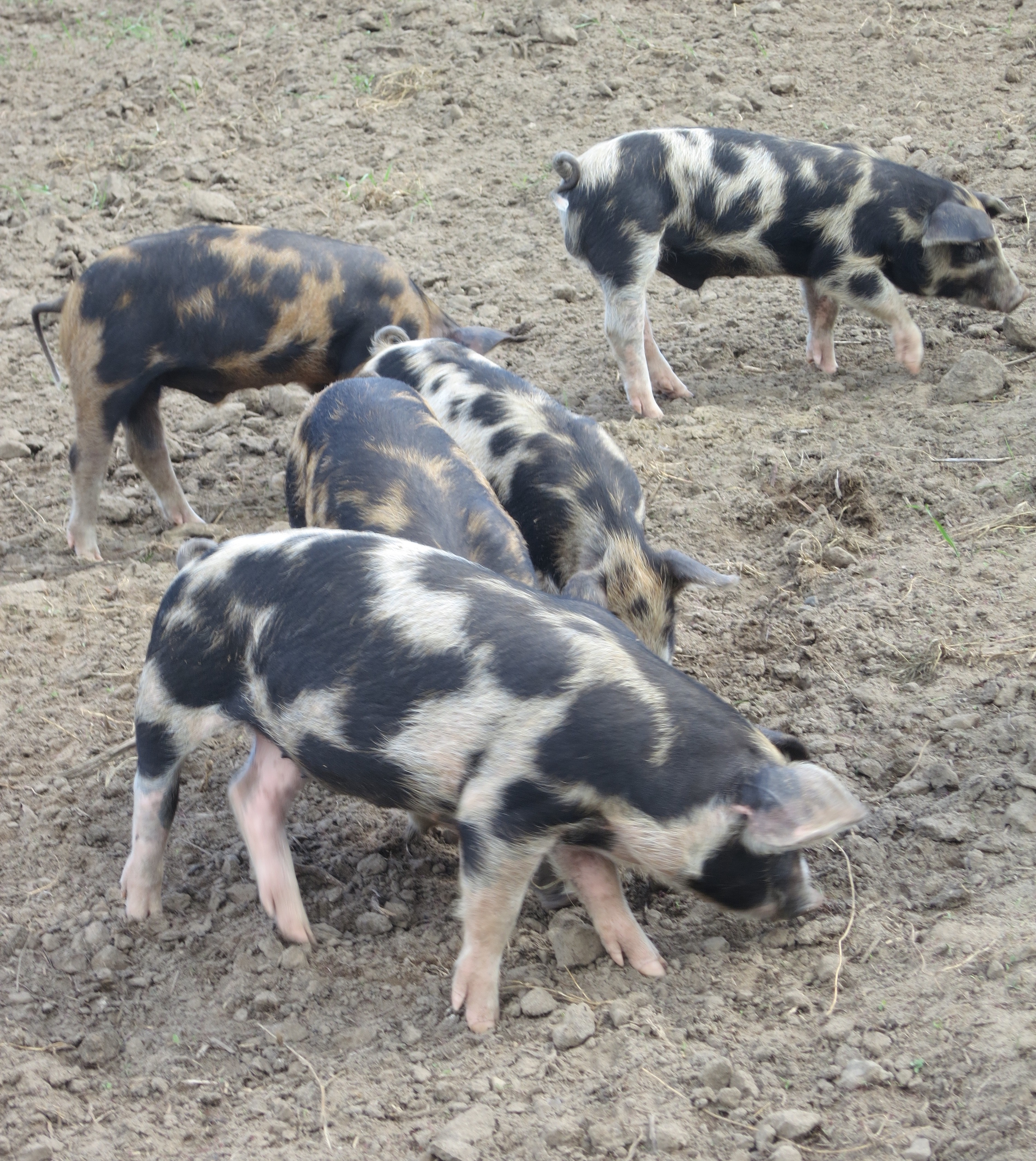
Kultingar
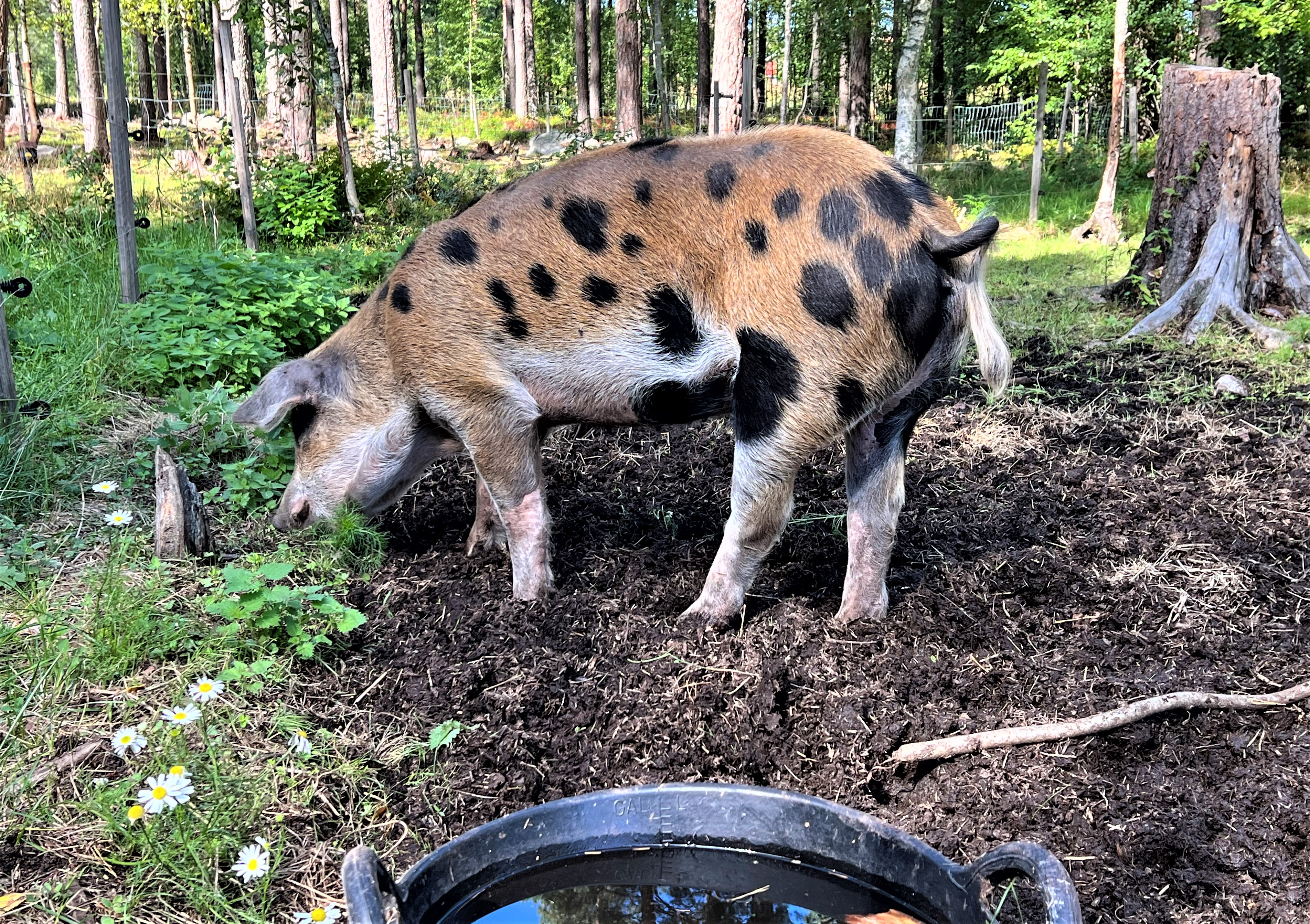
Gylta, en ung hona